# Resolución 63 del Consejo de Seguridad de las Naciones Unidas
La Resolución 63 del Consejo de Seguridad de las Naciones Unidas fue adoptada el 24 de diciembre de 1948, en respuesta a un informe del Comité de Buenos Oficios. El Consejo pidió a las partes que cesaran las hostilidades y liberaran al Presidente de la República de Indonesia y a otros prisioneros políticos detenidos desde el 18 de diciembre de 1948.
El Consejo encargó además al Comité que le informara plena y urgentemente por telégrafo sobre los acontecimientos ocurridos desde el 12 de diciembre de 1948 y que le informara sobre el cumplimiento de sus exigencias por parte de las partes implicadas.
La resolución fue adoptada por siete votos a favor y ninguno en contra; Bélgica, Francia, la RSS de Ucrania y la Unión Soviética se abstuvieron.